# Pseudeutreta baccharidis
Pseudeutreta baccharidis är en tvåvingeart som först beskrevs av Jean-Jacques Kieffer och Jorgenson 1910.  Pseudeutreta baccharidis ingår i släktet Pseudeutreta och familjen borrflugor. Inga underarter finns listade i Catalogue of Life.